# Neohymenicus
Neohymenicus is een geslacht van kreeftachtigen uit de klasse van de Malacostraca (hogere kreeftachtigen).

## Soort
- Neohymenicus pubescens (Dana, 1851)